# Arthur Cruttenden Mace
Arthur Cruttenden Mace (1874 - 1928), a fost un egiptolog britanic, verișor îndepărtat al cunoscutului egiptolog, Flinders Petrie, cu care a lucrat la săpăturile arheologice de la Dendera, Hiw și Abydos.
În 1901 a fost angajat de Metropolitan Museum of Art, în calitate de "asistent curator al antichităților egiptene". Mai apoi a fost "împrumutat", în noiembrie 1922, expediției „Carter-Carnarvon” cu ocazia descoperirii mormântului lui Tutankhamon (KV62) din Valea Regilor, în Egipt.
Simțul său practic și concret în rezolvarea problemelor inerente operațiunilor de excavare, în adunarea și  inventarierea obiectelor găsite, a fost de foarte mare ajutor lui Carter. Va fi coautor cu Carter la primul volum  al operei: The Tomb of Tutank.Amen, dar va lăsa expediția în 1924.